# 高野村 (福島県東白川郡)
高野村（たかのむら）は、福島県東白川郡にかつて存在した村である。

## 地理
現在の棚倉町の南東部に位置する。
村域は八溝山地に位置し、山がちな地形である。

## 歴史

### 村域の変遷
- 1889年（明治22年）4月1日 - 町村制施行により、瀬ケ野村・小爪村・祝部内村・富岡村・山際村・福岡村・強梨村・大梅村・漆草村・戸中村が合併し発足。
- 1955年（昭和30年）1月1日 - 棚倉町・近津村・社川村・山岡村と合併し、改めて棚倉町が発足。同日高野村廃止。

変遷表
| 1868年 以前 | 1868年 以前 | 明治22年 4月1日 | 昭和30年 1月1日 | 現在   |
| ----------- | ----------- | --------------- | --------------- | ------ |
|             | 瀬ケ野村    | 高野村          | 棚倉町          | 棚倉町 |
|             | 小爪村      | 高野村          | 棚倉町          | 棚倉町 |
|             | 祝部内村    | 高野村          | 棚倉町          | 棚倉町 |
|             | 富岡村      | 高野村          | 棚倉町          | 棚倉町 |
|             | 山際村      | 高野村          | 棚倉町          | 棚倉町 |
|             | 福岡村      | 高野村          | 棚倉町          | 棚倉町 |
|             | 強梨村      | 高野村          | 棚倉町          | 棚倉町 |
|             | 大梅村      | 高野村          | 棚倉町          | 棚倉町 |
|             | 漆草村      | 高野村          | 棚倉町          | 棚倉町 |
|             | 戸中村      | 高野村          | 棚倉町          | 棚倉町 |

## 大字
- 瀬ケ野（せがの）
- 小爪（こづめ）
- 祝部内（ほうりゅうぢ）
- 富岡（とみおか）
- 山際（やまぎわ）
- 福岡（ふくおか）
- 強梨（こわしな）
- 大梅（おおめ）
- 漆草（うるしくさ）
- 戸中（とちゅう）

## 人口・世帯

### 人口
総数 [単位： 人]
| 1889年（明治22年） | 1,399 |
| 1920年（大正 9年） | 2,107 |
| 1947年（昭和22年） | 2,829 |

### 世帯
総数 [単位： 世帯]
| 1920年（大正 9年） | 407 |
| 1947年（昭和22年） | 356 |